# Yoshito Watabe
Yoshito Watabe (n. 4 octombrie 1991, Hakuba, Kitaazumi district⁠(d), Prefectura Nagano, Japonia) este un sportiv ce a reprezentat Japonia, medaliat olimpic. A participat la 3 ediții ale Jocurilor Olimpice (2014, 2018, 2022) în care a câștigat 1 medalie de bronz.